# Kalkaska County
Kalkaska County is een county in de Amerikaanse staat Michigan.
De county heeft een landoppervlakte van 1.453 km² en telt 16.571 inwoners (volkstelling 2000). De hoofdplaats is Kalkaska.